# Hormiitis brevitarsis
Hormiitis brevitarsis är en stekelart som beskrevs av Van Achterberg 1995. Hormiitis brevitarsis ingår i släktet Hormiitis och familjen bracksteklar. Inga underarter finns listade i Catalogue of Life.